# سرينجة (سنجك)
سرينجة (بالكردية: Dud‏) (بالتركية: Serince)‏ هي قرية كرديّة رشوانيّة تتبع إداريّاً لمديرية سنجك في محافظة أديامان التركية، بلغ عدد سكانها 255 نسمة في عام 2021 ويتبعها نجوع طوت وصوغانلي ويصيقايا.